# Carcharhinus macrops
Carcharhinus macrops ist eine wenig bekannte Haiart aus der Familie der Requiemhaie (Carcharhinidae). Sie kommt im Südchinesischen Meer vor. Der 76,5 cm lange Holotyp wurde bei den Paracel-Inseln gefangen.

## Merkmale
Carcharhinus macrops hat einen mäßig gedrungenen Körper und ähnelt dem Bullenhai (C. leucas), unterscheidet sich von diesem aber durch die ovalen, relativ großen Augen, die längere Schnauze und Nasalgruben mit einer sehr kleinen dreieckigen Klappe am inneren Ende. Vom ähnlichen Seidenhai (C. falciformis) unterscheidet sich Carcharhinus macrops durch das Fehlen des Interdorsalkamms zwischen den beiden Rückenflossen. Die Augen besitzen eine Nickhaut, ein Spritzloch fehlt. Seine Nasenlöcher sitzen näher zur Schnauzenspitze als zum großen und leicht gebogenen Maul. Die oberen Labialfalten im Bereich der Mundwinkel sind sehr kurz. Die Zähne im Oberkiefer stehen leicht schräg und haben eine schmale dreieckige Spitze, deren Seiten fein gesägt sind mit einer nach außen zunehmend groberen Zackung. Die Unterkieferzähne sind glatt und bestehen jeweils aus einer schlanken aufrechten Spitze und einer breiten Basis mit einer kleinen mittleren Spitze auf beiden Seiten. Die Kiemenspalten sind mittellang. Die letzten beiden liegen über der Brustflossenbasis. Die Brustflossen sind groß und sichelförmig. Ihre äußeren Spitzen reichen, wenn sie an den Körper angelegt werden, bis hinter die Spitze der ersten Rückenflosse. Die erste Rückenflosse ist groß. Sie beginnt vor der Hinterkante der Brustflossen. Ihr freistehender Bereich ist länger als die Basis der zweiten Rückenflosse. Die zweite Rückenflosse ist klein und setzt knapp vor der Afterflosse an. Die Schwanzflosse ist länger als der Kopf. Der hintere Teil ihres unteren Lobus ist eingebuchtet.